# Nedor Comics
Nedor Comics è stata una casa editrice di fumetti statunitense.

## Pubblicazioni
- Adventures into Darkness (10 uscite)
- Alley Oop (2 uscite)
- America's Best Comics (31 uscite)
- Barnyard Comics (31 uscite)
- Best Comics (4 uscite)
- Bill West  (2 uscite)
- Black Terror (27 uscite)
- Boots and her Buddies (9 uscite)
- Coo Coo Comics (62 uscite)
- Dennis the Menace (14 uscite)
- Exciting Comics (69 uscite)
- Fighting Yank (29 uscite)
- Goofy Comics (48 uscite)
- Happy Comics (40 uscite)
- Joe Yank (12 uscite)
- Kathy (17 uscite)
- Mystery Comics (4 uscite)
- New Romances (20 uscite)
- Out of the Shadows (10 uscite)
- Ozark Ike (15 uscite)
- Sniffy the Pup (14 uscite)
- Real Life Comics (59 uscite)
- Startling Comics (53 uscite)
- Supermouse (34 uscite)
- Thrilling Comics (80 uscite)
- Wonder Comics (20 uscite)

## Standard Comics
- Buster Bunny #1-16

## Pines Comics
- Adventures of Mighty Mouse #129-144
- Clay Cody, Gunslinger 1 uscita
- Dennis the Menace #15-31
- Heckle and Jeckle #25-34
- Little Roquefort Comics #10
- Paul Terry's Mighty Mouse #68-71
- Supermouse #35-45
- Sweetie Pie #1-15
- Tom Terrific #1-6